# 228 г. пр.н.е.
228 (двеста двадесет осма) година преди новата ера (пр.н.е.) е година от доюлианския (Помпилийски) римски календар.

## Събития

### В Римската република
- Консули са Спурий Карвилий Максим Руга (за II път) и Квинт Фабий Максим (за II път).
- На римляните е позволено да участват в Истмийските игри.[1] Рим изпраща пратеници на игрите, които да обявят, че Адриатическо море е прочистено от пирати.[2]

### В Гърция
- Архидам V, брат на убития цар Агис IV, е призован да се завърне в Спарта от цар Клеомен III, за да заеме мястото на втори спартански цар. Скоро след завръщането си Архидам става жертва на пукошение и умира, за което някои търсят вина у Клеомен.[3]

### В Илирия
- Римляните постигат победа в Първата илирийска война и oбсаждат столицата на царица Тевта Шкодра.
- Аристомах е избрана за стратег на Ахейския съюз.

### В Испания
- Хасдрубал Красивия напредва до горна Гуадиана на наказателна експедиция като отмъщение за смъртта на Хамилкар Барка. Той разширява картагенския контрол над нови територии в Иберия, което му позволява да увеличи силите си до 60 000 пехота, 8000 кавалерия и 200 слона. Той предприема и дипломатически стъпки за укрепване на картагенската власт като установява добри отношения с вождовете на много местни племена и се жени за местна принцеса.[4]
- Хасдрубал основава Нови Картаген на полуостров с отлично пристанище улесняващо връзките му с Африка и в близост до богати сребърни мини.[4]

### В Мала Азия
- Цар Атал I побеждава Антиох Хиеракс, който е брат на цар Селевк II Калиник, и така си осигурява контрола над всички селевкидски владения в Мала Азия без Киликия.[5]

## Починали
- Архидам V, спартански цар